# Aaron-Carl Ragland
Aaron-Carl Ragland (nacido en 1973 y fallecido el 30 de septiembre de 2010), más conocido simplemente como Aaron-Carl, fue un intérprete de música electrónica de Estados Unidos. Falleció consecuencia de un cáncer.

## Biografía
En 1999, fundó el sello discográfico independiente Wallshaker Music en Detroit, Míchigan. El sello se especializaba en música house, especialmente en su vertiente más soulful. Aaron-Carl fue también el fundador y administrador de W.A.R.M.T.H. International Inc.
Además de en su propio sello, también publicó material en otros sellos de house y techno, entre los que se incluyen algunos de los más respetados de la escena como Ovum, el subsello de Underground Resistance Soul City, Rebirth, Metroplex, Subject Detroit y Universal France.
Ha remezclado a multitud de artistas de detroit technocomo Underground Resistance, Scan 7, DJ Bone, Aux 88 y Kelli Hand. Adicionalmente, llevó a cabo remezclas para otros artistas de house y R&B, así como diferentes artistas mainstream como Dajae, GusGus, Manu Dibango, N'Dambi (con Keite Young) y Kindred the Family Soul, CeCe Peniston ("Above Horizons") y Michelle Weeks.
El sencillo de Aaron Carl "My House" fue publicado por el sello de Josh Wink, Ovum Recordings, y se convirtió en el primer hit de Aaron en entrar en el Billboard Top 40 Dance/Club. 
La música de Aaron-Carl aparece en diferentes películas, entre ellas Maestro, documental de Josell Ramos sobre la música house, en la que aparecen los temas "Sky" y "Oasis". Aaron-Carl también aparece en The Godfather Chronicles - The Ghetto Tech Sound of Detroit. Su remezcla del tema "Topsy Turvy" del rapero Johnny Dangerous, en la que Aaron-Carl hace un cameo, aparece en Pick Up the Mic, documental de Alex Hinton.
Ragland murió a causa de un linfoma a la edad de 37 años en Detroit, Míchigan, el 30 de septiembre de 2010.

## Discografía

### Álbumes
- Uncloseted (2002)
- Detrevolution (2005)
- Bittersoulfulsweet: The Aaron-Carl Experience (2008)
- Laurent & Lewis feat. Aaron-Carl - Motion (2008)

### Sencillos
- Wash It / Down (1996)
- Crucified (1996)
- Wallshaker (1997)
- Make Me Happy (1997)
- Midnite Jams Vol. 1 (1997)
- My House (1998)
- Down (1998)
- Closer (1998)
- Dance Naked (1999)
- Soldier (1999)
- The Boot (2001)
- The Answer / Down (2002)
- Sky (2003)
- E:\ectro-bytes.exe v. 2.1 (2003)
- Switch (2003)
- Homoerotic (2003)
- Hateful (2004)
- 21 Positions (12")  Motor City Electro Company  2004
- Tears (2006)
- Aaron-Carl & Benjamin Hayes - The Devolver EP (2007)
- If There Is A Heaven Remixes Vol. 1 (2008)
- Oasis (2008)
- "Down" Resurrected (2009)
- Aaron-Carl Presents Erica LaFay (2009)
- Tribute To Aaron Carl (2010)
- Scan7* Featuring Aaron-Carl - 4 Types Of People (2010)
- Rennie Foster Feat. Aaron Carl* - Savior (2010)